# داگ نورث‌وی
داگ نورث‌وی (به انگلیسی: Doug Northway) (زادهٔ ۲۸ آوریل ۱۹۵۵) شناگر اهل ایالات متحده آمریکا است.